# Fritule
Fritule su slastica koja nalikuje krafnama, a pripremaju se u Kvarnerskome primorju, Istri, Dalmaciji, Sloveniji i Veneciji. U Primorju i Istri je običaj da se rade u danima posta, Badnjak i u vrijeme poklada. Vrlo su slične talijanskim zeppolama, no obično im se dodaje liker, rakija i korica limuna, mogu sadržavati grožđice, a posipaju se šećerom. Mogu se pripremati od dizanog tijesta s kvascem ili gušćeg lijevanog tijesta s praškom za peciva.

## Vanjske poveznice
- http://www.clevelandwomen.com/house/rec-cccroat.htm
- http://www.theworldwidegourmet.com/countries/europe/croatia/fritters.htm  Arhivirana inačica izvorne stranice od 20. rujna 2006. (Wayback Machine)